# Liste der Gebiete mit Namensbestandteil Freistaat
Diese Liste nennt Staaten, Länder und Gebiete mit dem Namensbestandteil „Freistaat“.
Staaten und Länder mit der Bezeichnung Freistaat:
- Oranje-Freistaat, eine ehemalige Burenrepublik im südlichen Afrika
- Freistaat (Provinz), eine aus dem Oranje-Freistaat hervorgegangene südafrikanische Provinz
- Drei Bünde, ein ehemaliger Freistaat auf dem Gebiet des heutigen Graubündens
- Freistaat Fiume, ein ehemaliger Freistaat an der nördlichen Adria
- Irischer Freistaat, der Vorgänger der heutigen Republik Irland
- Kongo-Freistaat, siehe Geschichte der Demokratischen Republik Kongo #Kongo-Freistaat

Deutsche Länder mit der Bezeichnung Freistaat: 
- Anhalt (1918–1946), siehe Freistaat Anhalt
- Baden (1945–1952), siehe Baden (Südbaden)
- Bayern (seit 1918)
- Braunschweig (1918–1946), siehe Freistaat Braunschweig
- Coburg (1918–1920), siehe Freistaat Coburg
- Lippe (1918–1945), siehe Freistaat Lippe
- Mecklenburg-Schwerin (1918–1934)
- Mecklenburg-Strelitz (1918–1934)
- Oldenburg (1918–1946), siehe Freistaat Oldenburg
- Preußen (1918–1947), siehe Freistaat Preußen
- Reuß älterer Linie (1918–1919)
- Reuß jüngerer Linie (1918–1919)
- Sachsen (1918–1952 und seit 1990)
- Sachsen-Altenburg (1918–1920), siehe Freistaat Sachsen-Altenburg
- Sachsen-Gotha (1918–1920), siehe Freistaat Sachsen-Gotha
- Sachsen-Meiningen (1918–1920), siehe Freistaat Sachsen-Meiningen
- Sachsen-Weimar-Eisenach (1918–1920), siehe Freistaat Sachsen-Weimar-Eisenach
- Schaumburg-Lippe (1918–1946), siehe Freistaat Schaumburg-Lippe
- Schwarzburg-Rudolstadt (1918–1920), siehe Freistaat Schwarzburg-Rudolstadt
- Schwarzburg-Sondershausen (1918–1920), siehe Freistaat Schwarzburg-Sondershausen
- Thüringen (seit 1993)
- Waldeck (1918–1929)

Sonstige Gebiete in Deutschland mit der Bezeichnung Freistaat:
- Freistaat Carnevalis an der Saar
- Freistaat Flaschenhals, ein historisches Territorium am Mittelrhein
- Freistaat Schwenten, ein ehemaliger Freistaat in der Provinz Posen

Siehe auch:
- Freistaat
- Freie Stadt Danzig
- Freistadt